# Sông Iput
Sông Iput, còn gọi là Ipuć (tiếng Belarus: Іпуць, tiếng Nga: Ипуть), là một con sông chảy qua vùng Mogilev và vùng Gomel thuộc Belarus và 2 tỉnh Smolensk và Bryansk của Nga. Iput là một nhánh trái của sông Sozh; các nhánh chính của Iput là sông Voronitsa và Unecha. Sông Iput có chiều dài là 437 km, diện tích lưu vực là khoảng 10.900 km². Sông đóng băng vào cuối tháng 11 vào tan băng vào khoảng cuối tháng 3 đến đầu tháng 4.

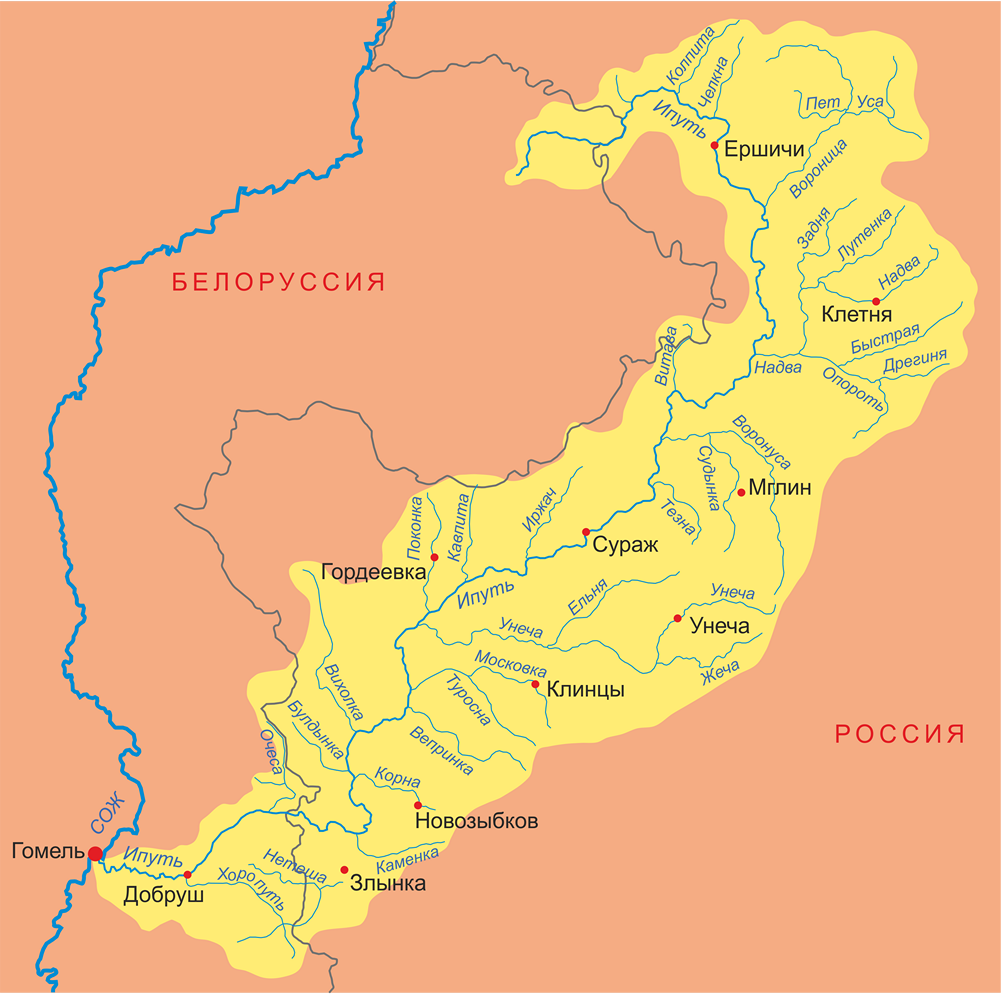
Lưu vực sông Iput

Thượng nguồn sông Iput là ở vùng Mogilev. Nó chảy về phía đông và đi vào biên giới của Nga, là biên giới tự nhiên giữa các huyện Shumyachsky và Yershichsky của tỉnh Smolensk. Gần làng Shadoga, sông Iput đổi hướng chảy về phía đông nam, sau đó chảy xuống phía nam của Yershichi. Một đoạn của Iput chảy về phía tây nam tạo nên một biên giới giữa 2 tỉnh Smolensk và Bryansk. Ở hạ lưu của Korsiki, Iput khởi hành chảy về phía nam qua huyện Kletnyansky, vượt qua phía bắc huyện Mglinsky, trở thành ranh giới tự nhiên giữa Mglinsky và huyện Surazhsky. Iput tiếp tục chảy về phía tây nam Surazhsky và thị trấn Surazh, chia cắt hai huyện Surazhsky và Klintsovsky, xuôi dòng qua Gordeevsky. Ở hạ lưu, Iput chảy qua phía tây Klintsovsky, trở thành biên giới giữa Klintsovsky và Novozybkovsky, đi qua huyện Zlynkovsky và đến Belarus. Cửa sông Iput nằm ở thành phố Gomel.
Một đoạn dài 20 km của sông Iput ở phía tây Klintsy là một khu bảo tồn chim được bảo vệ.